# Повітряні змії (роман)
«Повітряні змії» (фр. Les cerfs-volants) — остання книга одного з найпопулярніших світових класиків. Ромен Ґарі (справжнє ім'я Роман Кацев) написав її незадовго до самогубства в 1980 році, незабаром після своєї грандіозної літературної містифікації, коли під псевдонімом Еміль Ажар він — єдиний в історії письменник — вдруге нагороджений Гонкурівською премією.

## Сюжет
Незабутній роман Ґарі — це захоплююча книга про війну, окупацію, французький Опір, але головне — про кохання польської аристократки Ліл́и й простого хлопчика Люд́о з Нормандії, який володіє феноменальною пам'яттю. Події роману починаються за 10 років до Другої світової війни та закінчуються, коли вона завершиться.
1930 рік, Людо 10 років. Він живе в Нормандії зі своїм дядьком Абруазом Флері. Батьки хлопчика померли. За захоплення виготовленням повітряних зміїв у формі знаменитих людей Франції і всього світу Амбруаза Флері вважають несповна розуму.
Після випадкової зустрічі з прекрасною польською аристократкою Лілою, Людо намагається домогтися її уваги. Він страждає від ревнощів до Ханса, німецького кузена й одного з шанувальників Ліли. Завдяки своїм здібностям з рахунку Людо стає секретарем батька Ліли, Бронницького, а також його помічником в аферах на біржі. Це не приносить Людо задоволення, але тепер він може бачити Лілу.
Перед війною Людо на кілька місяців їде до Польщі, поселяється у замку Бронницького, що дає йому можливість бути поруч з Лілою. Перед самою війною він повертається до Франції. Людо стає активним учасником Опору. Хоча усі вважають його таким самим як і його дядько, несповна розуму, Людо виконує завдання й жодного разу німці не запідозрили його. Довгий час він нічого не знає про Лілу, хоча розпитує про неї усіх, хто міг би її бачити. Нарешті Ліла із своєю сім'єю повертається з Польщі. Людо дізнається про її зв'язок із німецьким офіцером Фон Тілем, який їй допоміг.
У Парижі Людо знайомиться з Жюлі Еспіноза, колишньою мадам із борделю. Жюлі стає однією з головних інформаторів Опору. Важливу інформацію вона передає Людо, але вимагає зберігати в таємниці її ім'я. Опір новій владі французи чинили по-різному. Дядько Марселен Дюпра продовжує роботу свого ресторану «Прекрасний куточок», хоча постійно ризикує. Його послугами користуються у більшості німецькі офіцери, але Дюпра вважає, що таким чином відстоює Францію, не дає їй зникнути. Дядька Абруаза намагаються заарештувати за запуск зміїв з юдейською шестикутною зіркою на знак протесту проти подій на велодромі де Івер («Вельд Ів»). Він тікає у Шамбон-сюр-Ліньон і приєднується до пастора Андре Трокме і його дружини Магди. Разом з ними він рятує єврейських дітей. На кордоні Ліона і Швейцарії його затримують німці. На щастя, він повертається з Аушвіца і відновлює виробництво зміїв як символу надії і підйому. Ліла була обстрижена за свій колабораціонізм, що не завадило їм з Людо одружитися.

## Про роман
Автор чітко описує характер різних персонажів, їх історію життя, яка веде нас до справжньої людської сутності. Дія твору напружена, трагічні мотиви захоплюють читача. У романі переплетені романтичні та реалістичні елементи. Читач легко впізнає в історіях героїв Ґарі сторінки життя історичних осіб, які подані з іронічною ноткою, ніби автор грається з читачем, випробовує його на знання культури Європи:
- кохання Людо і Ліли — мотив зближення Наполеона та Марії Валевської;
- зустріч молодого француза з поляками — обігрування історичного факту — 1807 рік Наполеона з захватом зустрічають поляки, які вірили, що французька армія поверне країні незалежність;
- друга історична паралель кохання Людо і Ліли — це стосунки Жоржа Санда і Шопена;
- в образі Бруно читач впізнає «Шопена», який постійно виконує твори композитора, закоханий в Лілу, такий же блідий, худий, з білокурим волоссям;
- Ханс фон Шведе, закоханий у Лілу, наче зійшов із сторінок романтичних творів Шіллера, це ідеальний німецький офіцер.[4]

Остання книга, написана Роменом Ґарі, бере до уваги всі теми, які дорогі автору: сила уяви, пам'ять, ірраціональне, що дозволяє не піддаватися реальності, закликати до опору і братству між людьми й народами, радість і неможливість любові ... Війна також посідає фундаментальне місце, оскільки дозволяє виявити справжнє "я" кожної людини.

Прапор Вільної Франції
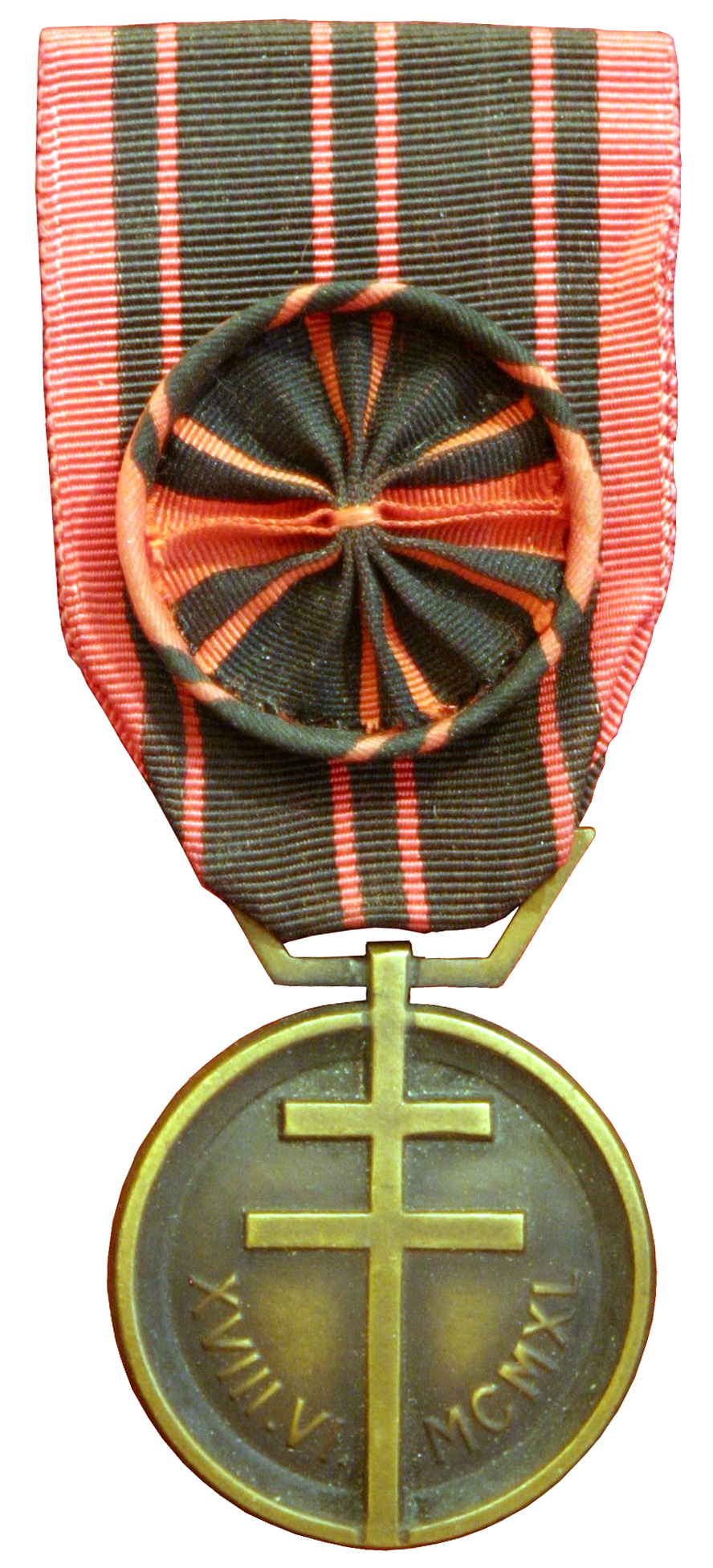
Медаль Опору

## Цитати
- «Може бути. Німці мені дуже допомогли. Кажуть: найжахливіше у фашизмі — його нелюдяність. Так. Але треба визнати очевидне: ця нелюдяність — частина людського. Поки люди не визнають, що нелюдяність притаманна людині, вони будуть жертвами добропорядної брехні.»
- «Остогидло все біле і все чорне. Сіре — ось людський колір»
- «Я говорив собі, що нам буде дуже не вистачати фашистів: без них буде важко — не буде на кого звалювати свою провину.»

## Переклади
«Повітряні змії» (Les Cerfs-volants) в останнє десятиліття життя Ґарі переклали англійською. Він вийшов у серії Penguin Modern Classic. У цей час репутація письменника відроджується.
Повітряні змії / Les cerfs-volants (1980, рос. переклад 1994)

## Екранізації
«Повітряні змії» був адаптований для телебачення в 1983 році. П'єр Бадель екранізував чотири епізоди твору, що транслювались 11, 18, 28 травня і 1 червня 1984 року на Antenne 2, в яких брали участь Анн Готьє, Жак Пено, Пол Крейхет, Жан-Марк Тібо і Розі Варте.
Інша версія була знята в 2007 році режисером Джеромом Корноу. Основні ролі виконують Чекі Каріо (Амбруаз), Марк-Андре Грондін (Людо) та Гаель Бона (Ліла).